# Glyphodes viettealis
Glyphodes viettealis là một loài bướm đêm trong họ Crambidae.